# Zeist
Zeist – miasto w Holandii, leżące nieopodal Utrechtu w prowincji Utrecht. Ma 65 396 mieszkańców (2012).
W mieście rozwinął się przemysł metalowy, chemiczny, optyczny oraz spożywczy.